# Rotes Kreuz (Votivkreuz Oberlaa)

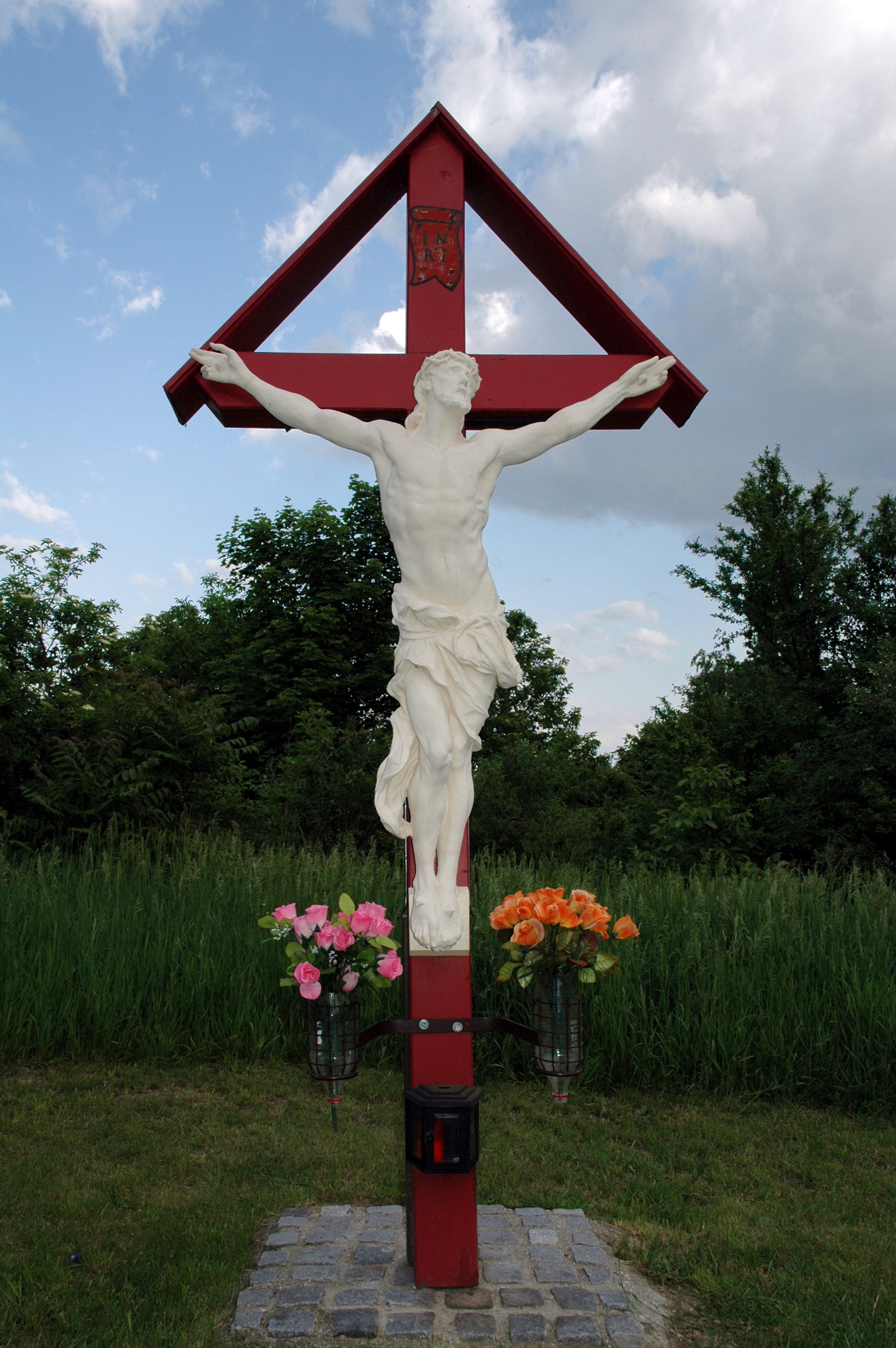
Rotes Kreuz

Das Rote Kreuz ist ein Votivkreuz im 10. Wiener Gemeindebezirk Favoriten, an der Grenze der Bezirksteile Oberlaa und Unterlaa. Es steht an einem Durchlass der Donauländebahn auf einem Feldweg in der nördlichen Verlängerung der Sebastiansbrücke über den Liesingbach. An der Südseite des Bahndammes steht ganz in der Nähe der Sebastianbildstock. Das Objekt ist im digitalen Kulturgüterverzeichnis der Stadt Wien eingetragen (Listeneintrag).

## Bauweise und Geschichte
Das Rote Kreuz ist ein einfaches rot gestrichenes Holzkreuz mit zwei schmalen Brettern als Bedachung oberhalb des Querbalkens und einer blechernen Laterne für Kerzen unten. Die weiße Christusfigur aus Gusseisen stammt von der letzten Renovierung im Jahr 2012. Früher befand sich eine bemalte, flache Blechfigur am Kreuz.
Wie so oft in Österreich wurde auch hier ein „Rotes Kreuz“ an einer Unglücksstätte errichtet, an der Blut geflossen war. Nach einer Überlieferung rammte sich der Oberlaaer Bauer Leopold Knabl bei einem Sturz vom Wagen seine Heugabel in den Leib. Da er den Unfall überlebte, ließ er zum Dank das Kreuz errichten.
Eine Legende erzählt, dass ein Dieb das Kreuz abgesägt und weggeschleppt, sich aber dabei an einem rostigen Nagel verletzt habe und an einer Blutvergiftung gestorben sei.

## Volksbrauchtum
Alljährlich am 25. April findet die Markusprozession statt, bei der für eine gute Weinernte gebetet wird. Diese Prozession führt von der Pfarrkirche Oberlaa über die An der Kuhtrift zum Schmerber-Kreuz, weiter zum Roten Kreuz, zur Pietà-Kapelle und wieder zurück zur Pfarrkirche in Oberlaa.